# Grand veneur de France

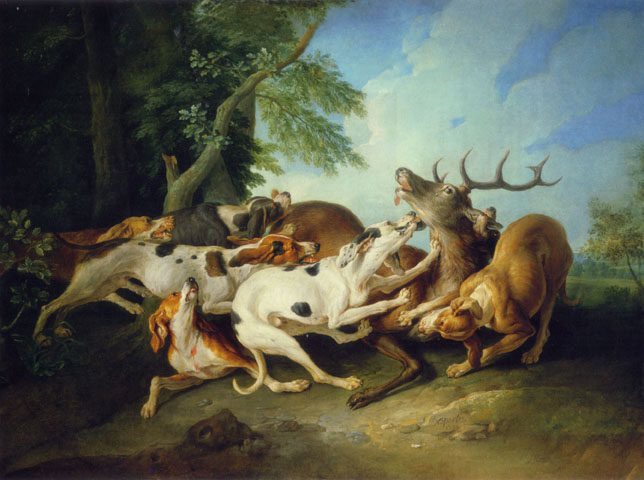
Cerf aux abois de François Desportes, 1729

Sous l'Ancien Régime, le grand veneur de France est un grand officier de la Maison du roi chargé des chasses royales.

## Histoire

### Avant la création de la charge de grand veneur de France
Il existe des Maîtres de la vénerie du Roi, comme le Chevalier Henri de Meudon,.

### La charge de grand veneur de France
La charge est créée en 1413 par le roi Charles VI, en même temps que celles de grand fauconnier et de capitaine du vautrait. Le grand veneur est alors responsable d'une meute de cent chiens environ, pour le cerf. Sous Charles VIII, son service comprend neuf écuyers, neuf veneurs, deux aides, six valets de limiers et un garde des chiens à renard. Son importance grandit sous François Ier puis Henri II, l'apogée du service étant atteinte sous Henri IV. En 1596, il comprend 182 personnes en tout : lieutenants, sous-lieutenants, gentilshommes, valets de limiers, valets de chiens à cheval ou encore valets de chiens ordinaires, sans oublier un chirurgien et un apothicaire.
La charge de grand veneur est la plus importante de celles relatives à la chasse. Au XVIe siècle, la maison de Guise compte cinq titulaires de la charge ; les Rohan-Montbazon leur succèdent au XVIIe siècle avec trois titulaires. Au début du siècle suivant, la charge est attribuée par Louis XIV au comte de Toulouse, l'un de ses bâtards légitimés, qui la transmet ensuite à son fils le duc de Penthièvre. Le 12 décembre 1669, la charge de grand veneur est attribuée à Charles-Maximilien-Antoine de Belleforière, marquis de Soyecourt, âgé de 50 ans.
À partir du XVIe siècle, les gages liés à la charge s'élèvent à 1 200 livres par an, montant assez modeste au sein de la Maison du roi. Il faut cependant y ajouter des « appointements » de 10 000 livres, ainsi que des gratifications. La valeur de la charge fluctue suivant les règles de l'offre et de la demande ; nous ne disposons pas de montants certains pour les transactions. Selon Saint-Simon, le duc François VIII de La Rochefoucauld vend sa charge 500 000 livres en 1714.

## Les grands veneurs

### Ancien Régime

Henri II de Bourbon (1588-1646)

- 1315-1355 : Renaud de Giry, chevalier, conseiller du roi, maître de sa vénerie.
- 1355-1357 : Jean de Meudon [3]
- 1357-1372 : Jean de Corguilleray[4]
- 1372-1377 : Jean de Thubeauville[5]
- 1377-1399 : Philippes de Corguilleray[5]
- 1399-1410 : Robert de Franconville [6]
- 1410-1418 : Guillaume II de Gamaches[7]
- 1418-1424 : Jean Ier de Berghes Saint-Winoch[7]
- 1451-1457 : Guillaume Soreau (mort après 1482), seigneur de Saint-Géran[8]
- 1457-1467 : Roland de Lescoet, seigneur de Queriperez[9]
- 1467-1471 : Guillaume de Nort, seigneur de Callac en Guéméné[10]
- 1472-1488 : Yvon du Fou (mort en 1488)[11] ; office exercé en 1481-1483 par Georges de Chateaubriant, seigneur des Roches-Baritaud[12]
- 1488-1496 : Louis de Rouville, seigneur de Rouville († 1525)[13]
- 1496-1497 : Louis de Brézé, comte de Maulévrier, seigneur d'Anet, maréchal et sénéchal de Normandie (mort en 1531)[14]
- 1498-1506 : Jacques de Dinteville, seigneur de Dammartin[14]
- 1506-1525 : Louis de Rouville, seigneur de Rouville († 1525)[13]
- 1526-1550 : Claude de Lorraine (1496-1550), duc de Guise
- 1550-1563 : François de Lorraine (1519-1563), duc de Guise
- 1563-1573 : Claude de Lorraine (1526-1573), duc d'Aumale
- 1573-15.. : Charles de Lorraine (1556-1631), duc d'Aumale
- 15..-1602 : Charles de Lorraine (1556-1605), duc d'Elbeuf

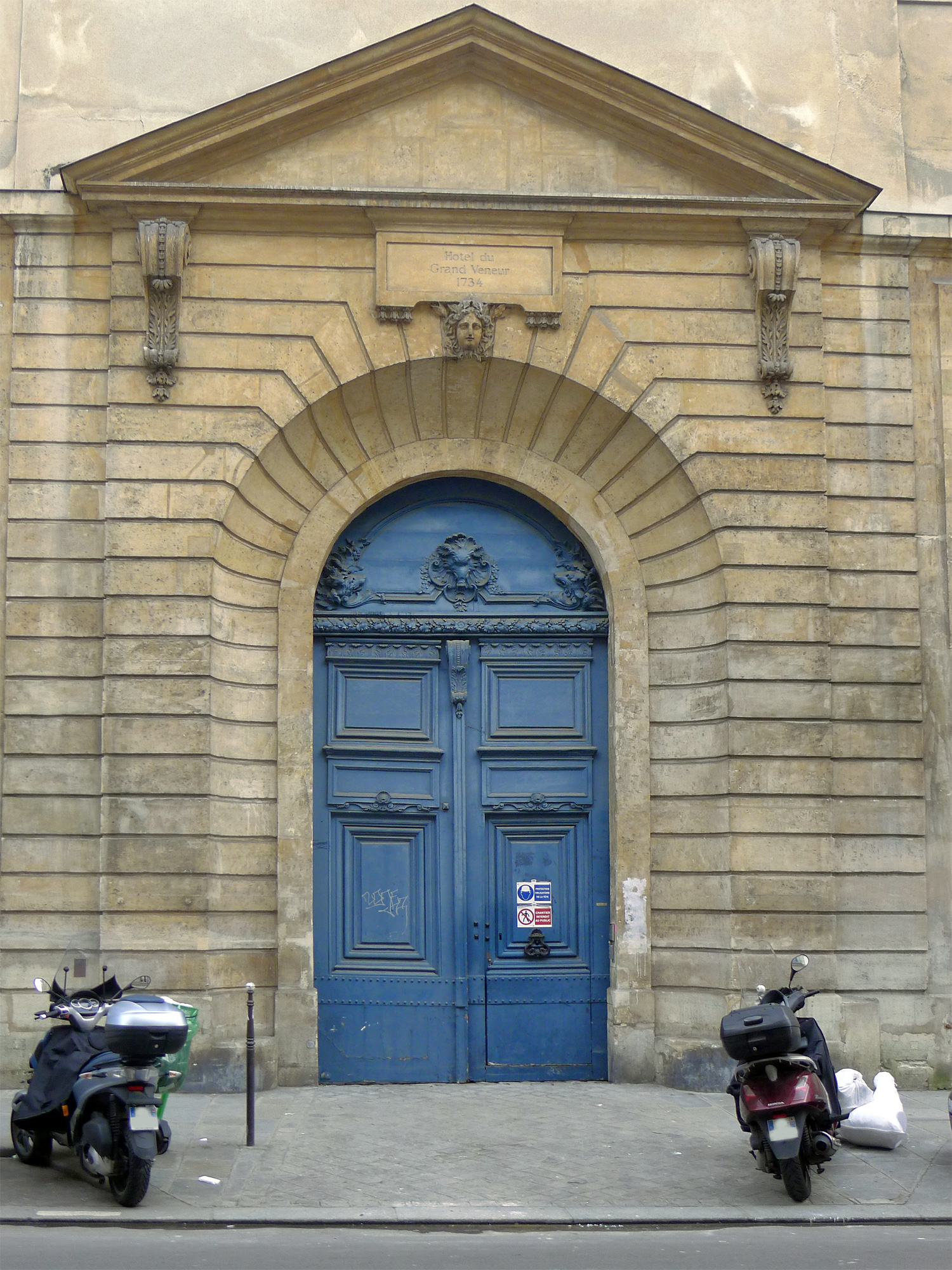
Hôtel du Grand Veneur (60, rue de Turenne, Paris) de 1734

- 1602-1643 et 1646-1654 : Hercule de Rohan (v. 1568-1654), duc de Montbazon
- 1643-1646 : Henri II de Bourbon (1588-1646), prince de Condé
- 1654-1656 : Louis VIII de Rohan (1598-1667), duc de Montbazon
- 1656-1669 : Louis de Rohan (1635-1674), chevalier de Rohan, comte de Mortiercrolles
- 1669-1679 : Charles Maximilien de Belleforière (vers 1619 - 1679), marquis de Soyécourt
- 1679 : François VII de La Rochefoucauld (1634-1714), duc de La Rochefoucauld
- 1679-1714 : François VIII de La Rochefoucauld (1663-1728), prince de Marcillac
- 1714-1737 : Louis Alexandre de Bourbon (1678-1737), comte de Toulouse, fils naturel de Louis XIV
- 1737-1755 et 1768-1791 : Louis Jean Marie de Bourbon (1725-1793), duc de Penthièvre, fils du précédent
- 1755-1768 : Louis-Alexandre de Bourbon (1747-1768), prince de Lamballe, fils du précédent

### Consulat & Empire
- 1804-1814 : Louis Alexandre Berthier (1753-1815), maréchal de France, prince de Wagram

### Restauration
- 1821-1822 : Armand-Emmanuel de Vignerot du Plessis (1766-1822), duc de Richelieu.
- 1823-1828 : Jacques Alexandre Law, maréchal de France, marquis de Lauriston

### Second-Empire
- 1852-1865 : Bernard Pierre Magnan (1791-1865), maréchal de France
- 1865-1870 : Napoléon-Edgar Ney (1812-1882), général, prince de La Moskowa